# Daniela Kuge

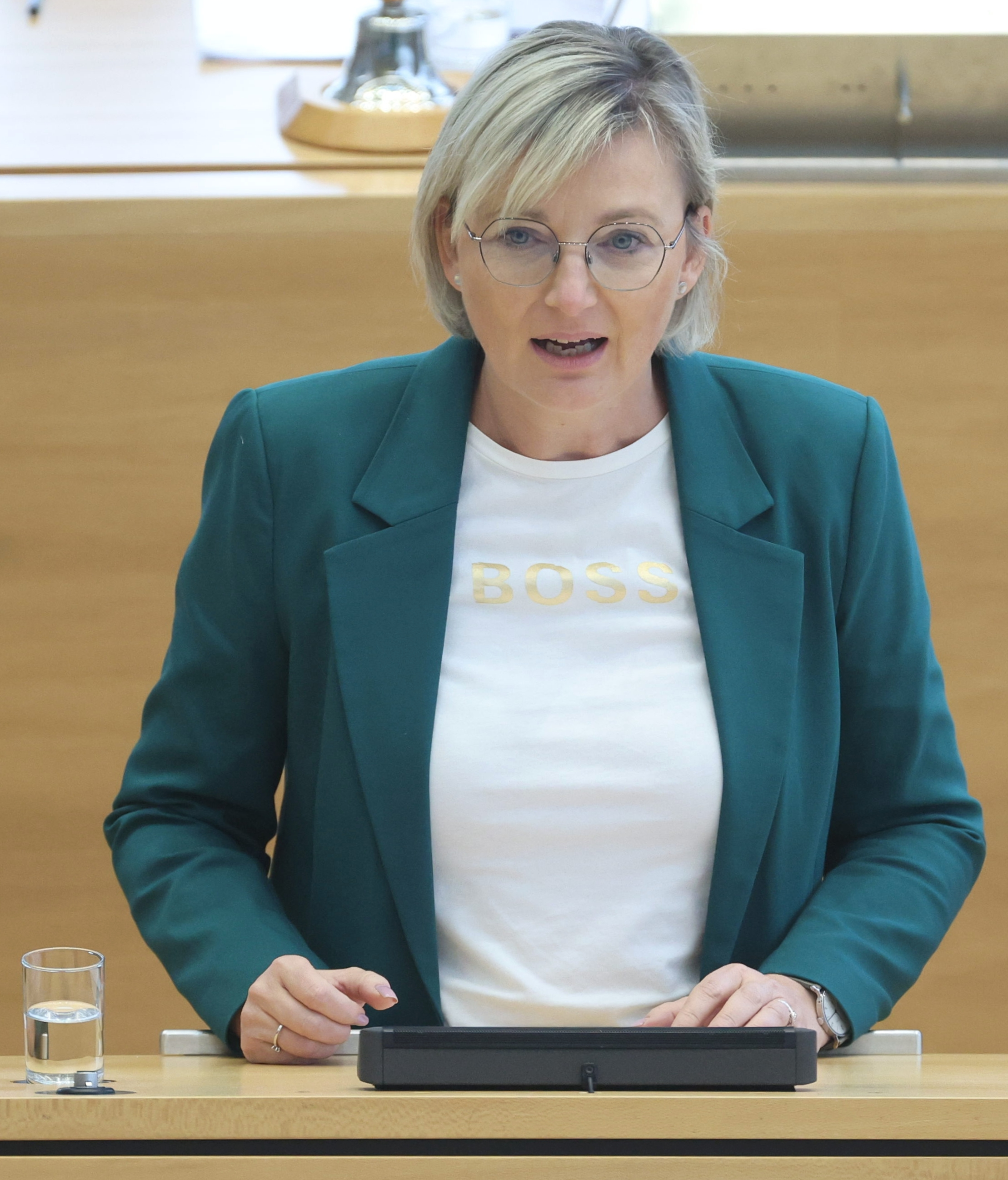
Daniela Kuge (2024)

Daniela Kuge (* 29. Juni 1975 in Meißen) ist eine deutsche Politikerin (CDU) und seit 2014 Abgeordnete im Sächsischen Landtag.

## Beruf und Ehrenamt
Kuge schloss die Oberschule 1992 nach der 10. Klasse ab und absolvierte anschließend eine zweijährige Ausbildung zur pharmazeutisch-technischen Assistentin. Von 1994 bis 1995 arbeitete sie als Angestellte einer Apotheke in Dresden, von 1995 bis 1998 als Angestellte der Apotheke bei den Elblandkliniken und schließlich seit 2000 in einer öffentlichen Apotheke in Coswig.
Seit 2011 ist Kuge Mitglied der CDU und wurde 2012 zur Vorsitzenden der Frauen-Union im Landkreis Meißen gewählt. Von 2013 bis 2014 war sie nebenberuflich Geschäftsführerin der Frauen-Union Sachsen. Ehrenamtlich war sie in der Familienvertretung Stadt Meißen tätig und ist Schöffin am Jugendgericht.
Sie ist stellvertretende Vorsitzende des Kreisverbandes der CDU Meißen und Mitglied im Landesvorstand der CDU Sachsen.
Daniela Kuge lebt in Meißen,  ist evangelisch, verheiratet und Mutter eines Kindes.

## Politisches Wahlamt
Bei der Landtagswahl in Sachsen am 31. August 2014 trat sie als Direktkandidatin im Wahlkreis 39 (Meißen 3) an, den sie mit 39,4 % der Erststimmen gewinnen konnte. Im Sächsischen Landtag ist sie Mitglied im Ausschuss für Soziales und Verbraucherschutz, Gleichstellung und Integration, im Petitionsausschuss sowie in der Enquete-Kommission „Sicherstellung der Versorgung und Weiterentwicklung der Qualität in der Pflege älterer Menschen im Freistaat Sachsen“.
Bei der Landtagswahl 2019 unterlag sie im Wahlkreis und zog diesmal über die Landesliste der CDU Sachsen in den Sächsischen Landtag ein. Dort arbeitete sie in den Fachausschüssen "Soziales & Gesellschaftlicher Zusammenhalt", "Regionalentwicklung", "Schule und Bildung" sowie "Verfassung & Recht, Demokratie, Europa und Gleichstellung" an der Gesetzgebung im Freistaat Sachsen. Dabei wählten sie die Mitglieder der sächsischen CDU-Landtagsfraktion zur Sprecherin für Frauen- & Gleichstellungspolitik.
Auch zur Landtagswahl in Sachsen 2024 zog Kuge wieder über die Landesliste der Sächsischen Union in den Landtag ein. Anschließend wurde sie zur Vorsitzenden des Petitionsausschusses gewählt. Weiterhin ist sie Mitglied im Ausschuss für Soziales, Gesundheit & Gesellschaftlicher Zusammenhalt.
Daniela Kuge ist Frauenpolitische Sprecherin der CDU-Fraktion im Sächsischen Landtag und Mitglied im parlamentarischen Forum Mittel- und Osteuropa e. V. Seit 2022 ist sie außerdem die Präsidentin des sächsischen Landesverbandes von Special Olympics Deutschland.